# Warlord (álbum)
Warlord é o segundo álbum de estúdio do rapper sueco Yung Lean. Foi lançado em 25 de fevereiro de 2016 pela gravadora Year0001. Foi gravado entre a primavera ao outono de 2015, na Flórida e Estocolmo. Uma edição deluxe foi lançada em 28 de abril de 2016.

## Composição
Lean originalmente queria nomear o álbum de Unknown War para continuar sua série de álbuns com "unknown" no título, mas ele decidiu contra, porque este álbum é significativamente diferente dos outros, o álbum foi gravado entre à primavera e outono do ano 2015, em Miami e em Södermalm.

## Vazamento
Em 20 de janeiro de 2016, Yung Lean anunciou que seu segundo álbum Warlord seria lançado em um mês. No entanto, cinco dias após esse anúncio, uma versão deste álbum foi lançada em plataformas de streaming, intitulada após a perda do mentor e gerente de Lean, Warlord (This Record is Dedicated to the Memory of Barron Alexander Machat (6/25/1987 - 4/8/2015)). Frequentemente apelidado de "Warlord Leak", esta versão do Warlord apresentava músicas inacabadas.
Mais tarde, Fader revelou que o pai de Barron Machat, Steven Machat, estava por trás do vazamento justificando-o como uma homenagem à morte de seu filho. Mais tarde, ele removeu o álbum das plataformas de streaming.

## Lista de faixas
| Nº  | Titulo                     | Produtor                          | Participação |
| --- | -------------------------- | --------------------------------- | ------------ |
| 1.  | "Immortal"                 | Yung Gud                          |              |
| 2,  | "Highway Patrol"           | Yung Sherman, Yung Gud, Mike Dean | Bladee       |
| 3.  | "Fantasy"                  | Yung Sherman, Yung Gud, Karman    | Lil Flash    |
| 4.  | "Afghanistan"              | Yung Gud, Whitearmor              |              |
| 5.  | ''Hoover''                 | Yung Gud                          |              |
| 6.  | "Fire"                     | Whitearmor                        |              |
| 7.  | "Stay Down"                | Yung Sherman, Yung Gud            |              |
| 8.  | "Eye Contact"              | White Armor                       |              |
| 9.  | "More Stacks''             | Yung Sherman, Yung Gud, Mike Dean |              |
| 10. | ''AF1's''                  | Yung Sherman, Yung Gud            | Ecco2k       |
| 11. | ''Hocus Pocus''            | Yung Sherman, Yung Gud            | Bladee       |
| 12. | "Shawty U Know What It Do" | Yung Sherman, Whitearmor          |              |
| 13. | "Miami Ultras"             | Yung Sherman, Yung Gud            |              |

| Nº  | Título                | Produtor     | Participações      |
| --- | --------------------- | ------------ | ------------------ |
| 14. | "Sippin"              | Acea,Woesum  | ManeMane4cgg       |
| 15. | "God Only Knows"      | Acea,Woesum  |                    |
| 16. | "How U Like me Now?'' | Gud          | ThaiBoy Digital    |
| 17. | "Pearl Fountain"      | Sherman,Acea | Black Kray, Bladee |
| 18. | "Stars Align''        | Sherman      |                    |
| 19. | "Shine"               | Acea,Woesum  |                    |

## Lista de faixas vazadas
| Nº  | Título              | Produtor     | Participação |
| --- | ------------------- | ------------ | ------------ |
| 1.  | "Warlord"           | Gud          |              |
| 2.  | "God Only Knows''   | Acea,Woesum  |              |
| 3.  | "Crystal Clear Ice" | Sherman      |              |
| 4.  | "Eye Contact"       | whitearmor   |              |
| 5.  | "Creepin’"          | DJ Kenn Aon  | Bladee       |
| 6.  | "More Stacks"       | Gud,Sherman  |              |
| 7.  | "Hokus Pokus"       | Sherman,Gud  | Bladee       |
| 8.  | "Buzz"              | Desconhecido |              |
| 9.  | "Stars Align"       | Sherman      |              |
| 10. | "Energy"            | Desconhecido | Bladee       |
| 11. | "Highway Patrol"    | Desconhecido | Bladee       |
| 12. | "Forest Fire"       | Gud,Sherman  |              |
| 13. | "Miami"             | Sherman      |              |